# Ceva–Ormea-vasútvonal
A Ceva–Ormea-vasútvonal egy 35 km hosszú, normál nyomtávolságú, egyvágányú, nem villamosított vasútvonal Olaszországban, Ceva és Ormea között.

## Képgaléria

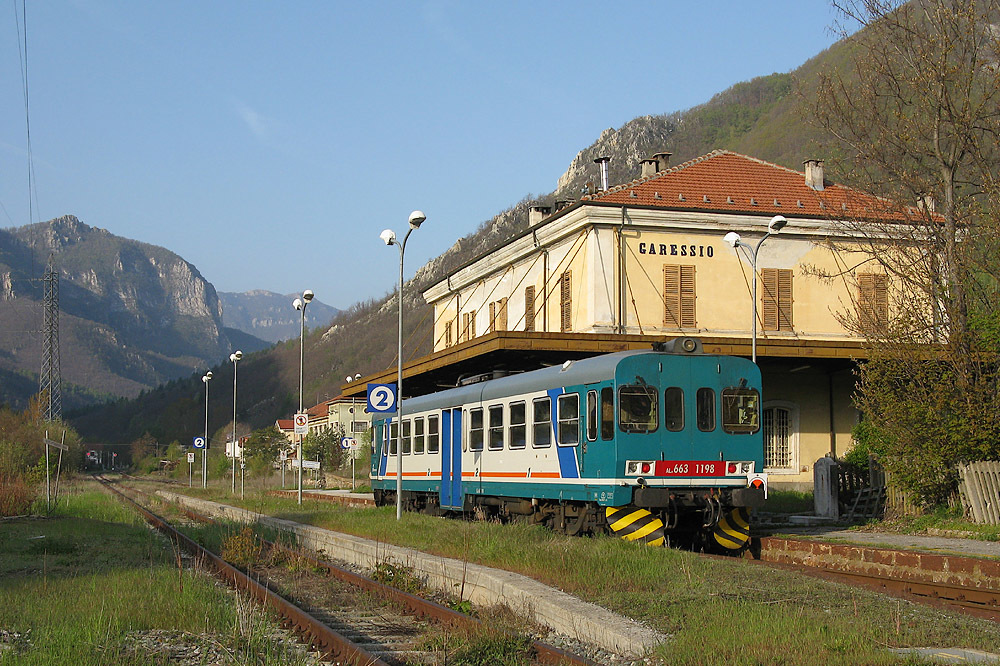
Stazione di Garessio
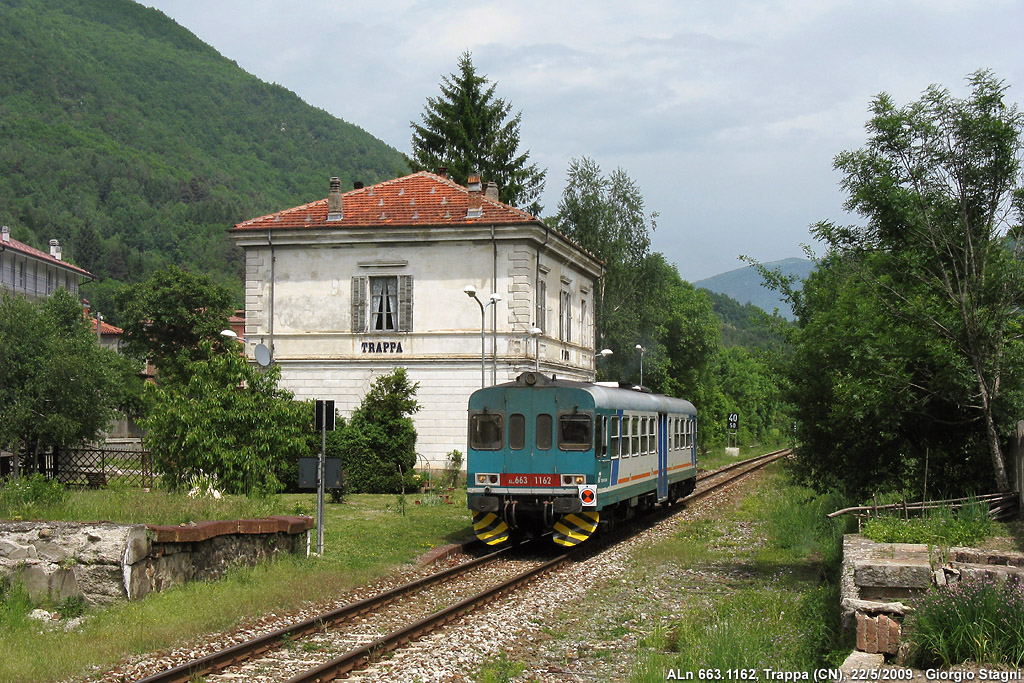
Stazione di Trappa
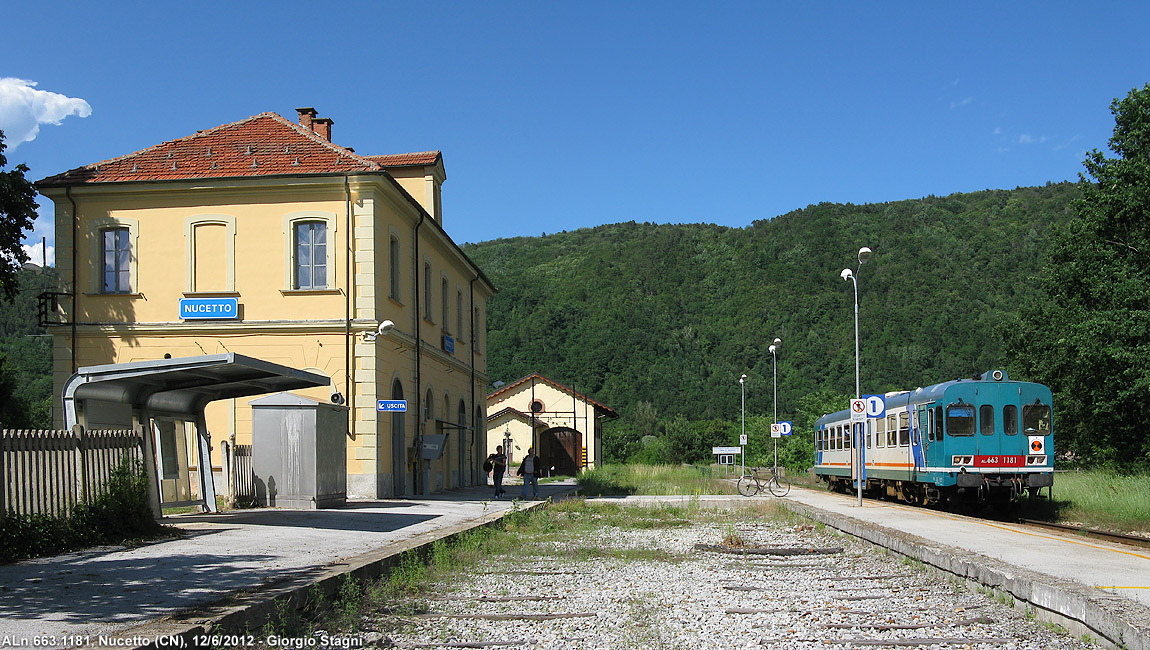
Stazione di Nucetto